# Popis epizoda televizijska serije Život na sjeveru
Popis epizoda TV serije Život na sjeveru koja se od 1990. do 1995. prikazivala na CBS-u.

## DVD izdanja
DVD izdanja, koje je objavio Universal Studios Home Entertainment, izazvala su kontroverze među obožavateljima i zbog visokih cijena i zbog promjena soundtracka kojem se pribjeglo kako bi se snizili ukupni troškovi. Izdanje prve sezone sadržavalo je originalnu glazbu, ali i stajalo 60 dolara zbog glazbenih licenci. U izdanjima sljedećih sezona izmijenjen je dio glazbe što je rezultiralo smanjenjem cijene izdanja.
|  | Kompletna prva sezona         | 25. svibnja 2004.  | 21. svibnja 2001.  |
|  | Kompletna druga sezona        | 30. studenog 2004. | 9. svibnja 2005.   |
|  | Kompletna treća sezona        | 14. lipnja 2005.   | 31. srpnja 2006.   |
|  | Kompletna četvrta sezona      | 28. ožujka 2006.   | 31. srpnja 2006.   |
|  | Kompletna peta sezona         | 13. studenog 2006. | 22. siječnja 2007. |
|  | Kompletna šesta sezona        | 6. ožujka 2007.    | 25. lipnja 2007.   |
|  | Kompletne prva i druga sezona | 9. svibnja 2006.   |                    |
|  | Sezone 1, 2, 3, 4             |                    | 20. studenog 2006. |
|  | Kompletna serija              | 13. studenog 2007. | 8. listopada 2007. |

## Sezona 1 (ljeto 1990.)
| # | Naslov                                     | Redatelj       | Scenarist(i)                                     | Originalno emitiranje |
| --- | ------------------------------------------ | -------------- | ------------------------------------------------ | --------------------- |
| 1-01 (1) | "Pilot"                                    | Joshua Brand   | Joshua Brand i John Falsey                       | 12. srpnja 1990.      |
| Dr. Fleischman stiže na Aljasku gdje ga obavještavaju da će, umjesto rada u modernoj bolnici u Anchorageu, raditi kao samostalni liječnik u zabačenom Cicelyju. On ostaje iznimno nezadovoljan razvojem situacije i mahnito se pokuša izvući iz situacije. Upoznaje se veći dio glumačke postave. |                                            |                |                                                  |                       |
| 1-02 (2) | "Brains, Know-How and Native Intelligence" | Peter O‘Fallon | Stuart Stevens                                   | 19. srpnja 1991.      |
| Ed odvede dr. Fleischmana svom stricu vraču. Čovjek je teško bolestan, ali ne želi se podvrgnuti konvencionalnoj medicini kako ne bi izgubio obraz pred svojim pacijentima. Maggie se naruga Joelu jer ne zna popraviti svoj zahod, nazvavši ga bespomoćnim. Nakon što ostane bez tople vode, Joel odlučuje sam popraviti svoj tuš. Maggie ozlijedi koljeno i posjećuje dr. Fleischmana. Chris biva otpušten s radijske postaje nakon što je rekao nešto što se Mauriceu nije svidjelo. |                                            |                |                                                  |                       |
| 1-03 (3) | "Soapy Sanderson"                          | Steve Cragg    | Karen Hall, prema priči Karen Hall i Jerry Stahl | 26. srpnja 1990.      |
| Umire stari pustinjak i ostavlja svoju zemlju Maggie i Fleischmanu, koji imaju radikalno suprotne ideje što napraviti s njom. Ona želi stvoriti prirodni rezervat, dok njemu pristupaju bogati Indijanci koji žele otkupiti zemlju kako bi im poslužila kao neoporeziva zona. |                                            |                |                                                  |                       |
| 1-04 (4) | "Dreams, Schemes and Putting Greens"       | Dan Lerner     | Sean Clark                                       | 2. kolovoza 1990.     |
| Shelly ostaje trudna i sprema se vjenčanje, ali Holling ima duboko ukorijenjeni strah - i njegovi otac i djed su živjeli više od sto godina, dok su im žene umrle mlade, ostavivši ih same i u tuzi po šezdeset godina svakoga. Holling je htio izbjeći njihovu sudbinu. U međuvremenu, Maurice i Fleischman zabavljaju japanskog ulagača zainteresiranog za gradnju ljetovališta u Cicelyju. |                                            |                |                                                  |                       |
| 1-05 (5) | "The Russian Flu"                          | David Carson   | David Assael                                     | 9. kolovoza 1990.     |
| Fleischmanova zaručnica Elaine stiže u posjet, ali cijeli grad pogađa gripa, što im uništava zajedničko vrijeme. U općem deliriju, mještani okrive bespomoćnog liječnika. Marilyn na svoju ruku propisuje smrdljivi indijanski lijek koji liječi svakoga, ali ne želi reći Fleischmanu koji su sastojci lijeka. |                                            |                |                                                  |                       |
| 1-06 (6) | "Sex, Lies and Ed’s Tapes"                 | Sandy Smolan   | Joshua Brand i John Falsey                       | 16. kolovoza 1990.    |
| Ispostavlja se da Shelly nije trudna; sve je to samo umislila. Kako bi situacija postala još složenija, pojavljuje se njezin 20-godišnji muž hokejaš, Wayne, tražeći razvod kako bi mogao oženiti njenu najbolju prijateljicu. Tijekom zajedničkog druženja, počinju se predomišljati. Fleischman na Rickovim prsima pronalazi izraslinu. Svjestan čudnih, preranih smrti Maggienih drugih dečki, postaje zabrinut. Ispostavlja se da se radilo o lažnoj uzbuni, ali Maggie zamjeri Rickovo vjerovanje u "O'Connellino prokletstvo". Ed se ne može odlučiti za temu svog scenarija. Zamišlja druge mještane u scenama iz Otimača izgubljenog kovčega i Ponoćnog kauboja prije nego konačno prihvaća savjet dr. Fleischmana da piše o onome što zna - stanovnicima Cicelyja. |                                            |                |                                                  |                       |
| 1-07 (7) | "A Kodiak Moment"                          | Max Tash       | Steve Wasserman i Jessica Klein                  | 23. kolovoza 1990.    |
| Maurice dobiva vijest da mu je umro brat Malcolm, ostavivši mu nasljedstvo Minnifieldovih. Nagovara Chrisa da postane njegov baštinik i pokuša ga oblikovati po uzoru na sebe. Ed obavještava Hollinga da se Jessie, medvjed koji ga je umalo ubio, vratio. Holling, Ed i Shelly pokušaju mu ući u trag, ali krenu krivim putem. Fleischman mora održati predavanje o porođaju u drugoj zajednici. Unajmi Maggien avion da ga odvede ondje; tijekom zajedničkog vremena u zraku počinju se zbližavati. |                                            |                |                                                  |                       |
| 1-08 (8) | "The Aurora Borealis"                      | Fred Gerber    | Kevin Murphy                                     | 28. studenog 1990.    |
| Polarna svjetlost među mještanima izaziva intenzivno sanjarenje. Dr. Fleischman načuje priču o "Adamu", mjesnoj verziji Bigfoota. Nakon što mu se na zabačenoj cesti pokvari kamionet, susretne misteriozno biće, za koje se ispostavlja da je čudni, neprijateljski nastrojeni pustinjak nastanjen duboko u šumi. Međutim, nitko u Cicelyju mu ne vjeruje. Pojavljuje se Bernard. Prodao je svoj stan u Portlandu, kupio motocikl i otputovao na sjever bez da je znao zašto. On i Chris otkrivaju kako funkcioniraju na istoj "valnoj dužini" te čak sanjaju isti san. Konačno shvaćaju da imaju istog oca i isti rođendan. Zadovoljan, Bernard se vraća u Portland. |                                            |                |                                                  |                       |

## Sezona 2 (proljeće 1991.)
| # | Naslov                | Redatelj        | Scenarist(i)                    | Originalno emitiranje |
| --- | --------------------- | --------------- | ------------------------------- | --------------------- |
| 2-01 (9) | "Goodbye to All That" | Stuart Margolin | Robin Green                     | 8. travnja 1991.      |
| Fleischman dobiva pismo od svoje zaručnice Elaine kojim ga ona ostavlja. Nakon što Holling instalira satelitsku antenu na svoj lokal kao dar za Shelly, ona postaje ovisna o gledanju televizije i kupovanju proizvoda koji se nude na TV prodaji. |                       |                 |                                 |                       |
| 2-02 (10) | "The Big Kiss"        | Sandy Smolan    | Henry Bromell                   | 15. travnja 1991.     |
| Nakon što Ed poželi saznati nešto više o svojim roditeljima, dobiva pomoć od Onoga Koji Čeka, 256-godišnjeg duha Indijanca. U međuvremenu, prelijepa žena koja prolazi kroz grad Chrisu oduzima glas. Onaj Koji Čeka kaže Chrisu (preko Eda), da je jedini način da vrati glas spavanje s najljepšom ženom u gradu - a Chris vjeruje da je to Maggie. |                       |                 |                                 |                       |
| 2-03 (11) | "All Is Vanity"       | Nick Marck      | Andrew Schneider i Diane Frolov | 22. travnja 1991.     |
| Holling uzbudi Shelly nakon što se suprotstavi pijanom bušaču, a zatim se odluči na obrezivanje kako bi bio "prikladniji" za nju. Nakon što nepoznati čovjek umre u čekaonici dr. Fleischmana, mještani pokušaju otkriti njegov identitet te postaju vezani za njega. Maggie ostaje postiđena nakon što joj otac dođe u iznenadni posjet i postaje još postiđenija nego što je predvidjela nakon što počne preklinjati Joela da glumi njezinog dečka liječnika. |                       |                 |                                 |                       |
| 2-04 (12) | "What I Did for Love" | Steven Robman   | Ellen Herman                    | 29. travnja 1991.     |
| Maggie ima nadrealne snove koji nagovještavaju da će Joel poginuti na letu za New York koji je rezervirao. Njegova zamjena stiže ranije te šarmom, energičnošću i inteligencijom osvaja grad, ali je Joel ljubomoran i misli kako je to predobro da bi bilo istinito. Maggie zatraži duhovno vodstvo od Chrisa, nesigurna treba li Joelu reći za svoje snove. Na kraju za to saznaje cijeli grad te se organizira gradski sastanak na kojem se održi improvizirani sprovod za Joela. Joel zatim proživljava vlastite snove u kojima se nagovještaa pad njegova leta. U međuvremenu, Mauricea posjećuje udana "astronautska groupie djevojka" s kojom je imao višegodišnju avanturu, a Chris se priprema za godišnjicu Cicelyja te otkriva da su grad osnovale dvije lezbijke, Roslyn i Cicely, bježeći od konzervativizma u Montani početkom dvadesetog stoljeća. |                       |                 |                                 |                       |
| 2-05 (13) | "Spring Break"        | Rob Thompson    | David Assael                    | 6. svibnja 1991.      |
| Stiže proljeće, a Maggie i Joel otkrivaju kako su jedno drugom ušli u snove, policajka Barbara Semanski očarava Mauricea, a ostali građani Cicelyja proživljavaju svoj godišnji izljev proljetne groznice koja se manifestira kroz razne čudne osjećaje, uključujući Hollingovu potrebu da "štogod razvali". |                       |                 |                                 |                       |
| 2-06 (14) | "War and Peace"       | Bill D‘Elia     | Robin Green i Henry Bromell     | 13. svibnja 1991.     |
| Ruski operni pjevač i međunarodna zvijezda dolazi u godišnji posjet Cicelyju kako bi posjetio mještane, koji dočekuju prijatelja raširenih ruku. Njegov posjet otvara neke stare rane s Mauriceom, odlučnog u namjeri da ga izazove na novu izazovnu partiju šaha. Ed počne vezu s Lakim Perom, koju privlače jedino njegova slatkorječiva pisma, koja piše Chris (kao Cyrano de Bergerac). Hollinga muče snovi koji mu ne daju spavati. |                       |                 |                                 |                       |
| 2-07 (15) | "Slow Dance"          | David Carson    | Diane Frolov i Andrew Schneider | 20. svibnja 1991.     |
| Satelit doleti iz orbite i sruši se na Maggiena dečka Ricka, ubivši ga na mjestu i stopivši se s njim. Nezadovoljna žena pokuša nagovoriti Maggie da počne vezu s njenim mužem kako bi i on osjetio "prokletstvo". Rickov sprovod pretvara se u lakrdiju nakon što u crkvu unose lijes iz kojeg vire žice telemetrijske opreme. Dvojica muškaraca zainteresiraju se za kupnju kuće od Mauricea, ali on prigovori na njihov životni stil. Međutim, nakon što su oni pogrešno shvatili njegovo neprijateljsko držanje, povisuju cijenu koju on prihvaća. |                       |                 |                                 |                       |

## Sezona 3 (1991. – 1992.)
| # | Naslov                   | Redatelj         | Scenarist(i)                               | Originalno emitiranje |
| --- | ------------------------ | ---------------- | ------------------------------------------ | --------------------- |
| 3-01 (16) | "The Bumpy Road To Love" | Nick Marck       | Martin Sage i Sybill Adelman               | 23. rujna 1991.       |
| Adam zatraži vizitu dr. Fleischmana za svoju ženu, Eve, hipohondra s dugim popisom bolesti. Otkriva se Rickov kip kako bi se obilježio njegov sudar sa satelitom. |                          |                  |                                            |                       |
| 3-02 (17) | "The Big Kiss"           | Bill D’Elia      | Ellen Herman                               | 30. rujna 1991.       |
| Chris proživljava jednu od svojih epizoda kad fizički privlači sve žene unutar šireg radijusa, ali njega privuče jedina žena u gradu koju on ne privlači. Vraća se Mauriceova zlovolja oko toga što ga je Shelly ostavila zbog Hollinga; ispada da sva tri sudionika ljubavnog trokuta imaju različita prisjećanja na Shellyn prvi susret s Hollingom. Maggie se boji starosti i efekta dobi na njeno tijelo. |                          |                  |                                            |                       |
| 3-03 (18) | "Oy, Wilderness"         | Miles Watkins    | Robin Green                                | 7. listopada 1991.    |
| Vraćajući se s cijepljenja u zabačenom selu, Joel i Maggie se nađu u divljini nakon što se pokvari motor Maggiena aviona. Stara Shellyna prijateljica dolazi u grad kako bi rekla Shelly da se udala za Shellynog muža i da je zamoli da okonča svoj razvod. |                          |                  |                                            |                       |
| 3-04 (19) | "Animals R Us"           | Nick Marck       | Robin Green                                | 14. listopada 1991.   |
| Ed snima zajednicu Cicely dok Maggie počne vjerovati kako je pas lutalica reinkarnacija njenog dečka. Maurice otvara farmu nojeva. |                          |                  |                                            |                       |
| 3-05 (20) | "Jules et Joel"          | Jim Hayman       | Stuart Stevens                             | 28. listopada 1991.   |
| Fleischmanov ulickani brat blizanac Jules stiže u Cicely. Braća zamijene identitete: Jules (kao Joel) preuzima medicinsku praksu i počne se udvarati Maggie, dok se Joel (kao Jules) nađe u problemima sa zakonom. |                          |                  |                                            |                       |
| 3-06 (21) | "The Body In Question"   | David Carson     | Henry Bromell                              | 4. studenog 1991.     |
| Pronađeno je smrznuto tijelo, zajedno s dnevnikom u kojem se tvrdi kako je Napoleon došao na Aljasku s preminulim, umjesto da se borio u Bitki kod Waterlooa. Dok Joel polako počinje vjerovati takvoj toeriji, počinje se brinuti da ga njegov boravak u Cicelyju mijenja. |                          |                  |                                            |                       |
| 3-07 (22) | "Roots"                  | Sandy Smolan     | Dennis Koenig i Jordan Budde               | 11. studenog 1991.    |
| Nakon smrti svog muža, pojavljuje se Fleischmanova bivša zaručnica Elaine, što u Maggie izaziva pomiješane osjećaje. Dolazak Chrisova brata Afroamerikanca Bernarda poklapa se s Chrisovim snovima o Africi, koji tvrdi da je "osobe od boje". Ponovno se pojavljuje Adam. |                          |                  |                                            |                       |
| 3-08 (23) | "A-Hunting We Will Go"   | Bill D‘Elia      | Craig Volk                                 | 18. studenog 1991.    |
| Joel ostaje šokiran nakon što se Maggie pojavljuje s veličanstvenim jelenom kojeg je ustrijelila. Nakon što se ona izdere na njega da ne zna o čemu govori, on odlučuje otići u lov s Hollingom i Chrisom. U međuvremenu, Ed se brine za Ruth-Anne povodom njene ozljede i 75. rođendana, što njoj ide na živce. |                          |                  |                                            |                       |
| 3-09 (24) | "Get Real"               | Michael Katleman | Diane Frolov i Andrew Schneider            | 9. prosinca 1991.     |
| Cirkuska trupa dolazi u Cicely, a tihom "letećem čovjeku" svidi se Marilyn. Shelly ostavlja Hollinga nakon što on primijeti kako ona ima "pretjerano velika" stopala. |                          |                  |                                            |                       |
| 3-10 (25) | "Seoul Mates"            | Jack Bender      | Diane Frolov i Andrew Schneider            | 16. prosinca 1991.    |
| Grad slavi blagdane sa svečanom povorkom Gavranova, Maggie za blagdane odlazi kući, Joel dobiva svoje prvo božićno drvce, Shelly čezne za božićnom misom, a Maurice upoznaje svoga sina Korejanca i njegovu obitelj. |                          |                  |                                            |                       |
| 3-11 (26) | "Dateline: Cicely"       | Michael Fresco   | Jeff Melvoin                               | 6. siječnja 1992.     |
| Maurice pokušava privući pozornost na svoje novine angažiravši Adama za kolumnista. Jedan od njegovih članaka tvrdi kako stabla imaju glasove. Maggie ih čuje, ali Joel je skeptičan. Kako bi olakšao Hollingove porezne dugove, Chris postaje partner u Bricku, gdje počne uvoditi promjene koje iritiraju Hollinga. |                          |                  |                                            |                       |
| 3-12 (27) | "Our Tribe"              | Lee Shallet      | David Assael                               | 13. siječnja 1992.    |
| Joel se nevoljko podvrgava kulturnoj konverziji nakon što je na dar dobio kozu od zahvalnog seoskog starješine, koji inzistira da ga "usvoje" u njezino pleme, a misterizoni Holling zatvara Brick, navodno kako bi ulaštio podove. |                          |                  |                                            |                       |
| 3-13 (28) | "Things Become Extinct"  | Lee Shallet      | Robin Green prema priči Mitchella Burgessa | 20. siječnja 1992.    |
| Studija vlastitog preispitivanja izazove krizu srednjih godina kod Hollinga (umire njegov stric Charlie), otvara nova vrata za Eda - (snima Iru Wingfeathera kako radi frule) te kod Joela izaziva osjećaj kulturne izoliranosti (ne uspijeva pronaći druge Židove na Aljaski). |                          |                  |                                            |                       |
| 3-14 (29) | "Burning Down the House" | Rob Thompson     | Robin Green                                | 3. veljače 1992.      |
| Maggie snalaze dvije nesreće odjednom: majka joj nehotice spali kuću nakon što je najavila da se razvodi od njenog oca. U međuvremenu, Chris traži "pravu" kravu za svoj novi katapult koji je novi dio njegove primijenjene umjetnosti. Na kraju, umjesto krave, lansira klavir. |                          |                  |                                            |                       |
| 3-15 (30) | "Democracy In America"   | Michael Katelman | Jeff Melvoin                               | 24. veljače 1992.     |
| Gradonačelnik Holling ostaje zaprepašten viješću da ima opasnog suparnika, staru prijateljicu Ednu Hancock, koja mu nije oprostila obećanje koje nikad nije ispunio. Shelly na izborima prvi put okušava afrodizijak moći, kod Chrisa izazivaju domoljubne osjećaje, Ed po prvi put odlazi na glasovanje, a Joel i Maggie svađaju se oko politika stranaka. |                          |                  |                                            |                       |
| 3-16 (31) | "Three Amigos"           | Matthew Nodella  | Mitchell Burgess i Robin Green             | 2. ožujka 1992.       |
| Smrt starog partnera iz lova pošalje Hollinga i Mauricea u divljinu kako bi održali obećanje da će ga pokopati daleko od civilizacije u raju zvanom No-Name Point. Chris čita iz Zova divljine što se odražava na and it reflects Hollingovu i Mauriceovu pustolovinu. |                          |                  |                                            |                       |
| 3-17 (32) | "Lost and Found"         | Steven Robman    | Diane Frolov i Andrew Schneider            | 9. ožujka 1992.       |
| Joel otkriva kako mu je koliba opsjednuta, Eve je zabrinuta da boluje od egzotične bolesti, a Maurice je razočaran nakon što se pokaže kako njegov stari prijatelj iz Koreje uopće nije savršen. |                          |                  |                                            |                       |
| 3-18 (33) | "My Mother, My Sister"   | Rob Thompson     | Kate Boutilier i Mitchell Burgess          | 16. ožujka 1992.      |
| Shellyna majka neočekivano navraća sa svojim 24-godišnjim mužem, napušteno dijete u Joelovoj čekaonici privremeno usvajaju mještani, a Adam proživljava istu bol kao njegova trudna žena. |                          |                  |                                            |                       |
| 3-19 (34) | "Wake Up Call"           | Nick Marck       | Diane Frolov i Andrew Schneider            | 23. ožujka 1992.      |
| Dolazak proljeća Maggie donosi ljubav, Shelly novu kožu, a Joel podsjećanje na važnost miješanja suosjećanja s njegovim znanstvenim znanjem. |                          |                  |                                            |                       |
| 3-20 (35) | "The Final Frontier"     | Tom Moore        | Jeffrey Vlaming                            | 27. travnja 1992.     |
| Na Hollingov očaj, Ed saznaje da je umro medvjed Jessie. Japanski turisti dolaze u Cicely. Paket koji je putovao svijetom stiže u Cicely adresiran na nepoznatu osobu. |                          |                  |                                            |                       |
| 3-21 (36) | "It Happened In Juneau"  | Michael Katleman | David Assael                               | 4. svibnja 1992.      |
| Odnos Joela i Maggie usije se nakon što su prisiljeni dijeliti hotelsku sobu u Juneauu. Chris i njegov brat Bernard po prvi put nisu savršeno usklađeni. |                          |                  |                                            |                       |
| 3-22 (37) | "Our Wedding"            | Nick Marck       | Diane Frolov i Andrew Schneider            | 11. svibnja 1992.     |
| Nakon što Eve zatrudni, ona i Adam odluče se vjenčati zbog djeteta. Maggie izbjegava Joela poput kuge jer je on i dalje uvjerava kako su spavali zajedno u Juneauu (ona se ne sjeća jer je zaspala prije nego što se išta ozbiljno dogodilo). Kad Joel konačno prizna istinu, ostaje iznenađen njenom reakcijom. Policajka Semanski uruči Mauriceu službenu prijavu. |                          |                  |                                            |                       |
| 3-23 (38) | "Cicely"                 | Rob Thompson     | Diane Frolov i Andrew Schneider            | 18. svibnja 1992.     |
| Joel kasno jedne noći svojim kamionetom udari, ali ne ozlijedi ozbiljnije 108-godišnjeg starca, zvanog Ned Svenborg. U prisjećanjima, starac ispriča mještanima priču o osnivačicama Cicelyja, dvjema lezbijkama, Cicely i Roslyn. 1902., te "slobodoumne" žene vozile su se u tada neimenovani grad na granici kako bi pobjegle od konzervativizma Montane. Uljuđenošću i ponosom, ostvarile su utopijski san, pretvorivši grad u umjetničku koloniju u stilu Pariza, s književnim salonom, kazalištem i plesnom dvoranom. |                          |                  |                                            |                       |

## Sezona 4 (1992. – 1993.)
| # | Naslov                    | Redatelj          | Scenarist(i)                    | Originalno emitiranje |
| --- | ------------------------- | ----------------- | ------------------------------- | --------------------- |
| 4-01 (39) | "Northwest Passages"      | Dean Parisot      | Robin Green                     | 29. rujna 1992.       |
| Kako bi proslavila svoj trideseti rođendan, Maggie za vikend odlazi na samostalno kampiranje kako bi preispitala svoj život i očistila dušu. Marilyn zamoli Chrisa da joj pomogne naučiti voziti. Maurice diktira u snimač priče iz svoje prošlosti u pokušaju da napiše svoje memoare.               |                           |                   |                                 |                       |
| 4-02 (40) | "Midnight Sun"            | Michael Katleman  | Michael Katleman                | 5. listopada 1992.    |
| Joel je pun energije i odluči je iskoristiti trenirajući Cicely Quarkse pred njihovu godišnju košarkašku utakmicu protiv Sleetmutea. Stari prijatelj (Gillis Toomey) dolazi u posjet Ruth-Anne i ujedno prodaje odjeću.                                                                               |                           |                   |                                 |                       |
| 4-03 (41) | "Nothing's Perfect"       | Nick Marck        | Diane Frolov i Andrew Schneider | 12. listopada 1992.   |
| Chris kamionetom ubije psa i ubrzo se zaljubi u njegovu vlasnicu (Amy, the Pi Lady). Maurice kupuje iznimno skupi Augsburg sat, a zajedno s njim dolazi obučeni stručnjak kako bi ga instalirao. |                           |                   |                                 |                       |
| 4-04 (42) | "Heroes"                  | Charles Braverman | Jeff Vlaming                    | 19. listopada 1992.   |
| Chris mora odlučiti što će učiniti s ostacima preminulog prijatelja (Tooleyja). Heavy-metal rock zvijezda (Adam Ant) zabunom stiže u Cicely umjesto na Siciliju. |                           |                   |                                 |                       |
| 4-05 (43) | "Blowing Bubbles"         | Rob Thompson      | Mark B. Perry                   | 2. studenog 1992.     |
| Novi misteriozni stanovnik (Mike Monroe) izolira se u karantenu u Cicelyju, izazvavši Maggieno zanimanje i Joelovu sumnju. Ruth-Anne dolazi njezin materijalistički sin Matthew, koji se u potrazi za jednostavnijim životom odrekao karijere bankara investitora u Atlanti.                          |                           |                   |                                 |                       |
| 4-06 (44) | "On Your Own"             | Joan Tewkesbury   | Sy Rosen i Christian Williams   | 9. studenog 1992.     |
| Leteći Čovjek vraća se u Cicely kako bi se udvarao Marilyn; Ed pronalazi prsten koji je nekada pripadao Federicu Felliniju; Maurice daje Mikeu da prepravi njegovu oporuku kako bi ona uključila nedavno pronađenog sina Korejanca, Duk Wona.                                                         |                           |                   |                                 |                       |
| 4-07 (45) | "The Bad Seed"            | Randall Miller    | Mitchell Burgess                | 16. studenog 1992.    |
| Svi ostaju šokirani nakon što u grad stiže Hollingova nepoznata nezakonita kćer - pogotovo Holling koji je vjerovao da je sterilan. Maggie pomaže Marilyn njenoj potrazi za kućom iz snova. Ed je uzbuđen zbog godišnjeg posjeta Princess, ždrala kojeg je uzeo pod svoje kad je napušten kao dijete. |                           |                   |                                 |                       |
| 4-08 (46) | "Thanksgiving"            | Michael Fresco    | David Assael                    | 23. studenog 1992.    |
| Cicely se sprema za godišnju paradu Dana mrtvih i proslavu Dana zahvalnosti. Joel otkriva kako državi Aljaski duguje petu godinu službe. |                           |                   |                                 |                       |
| 4-09 (47) | "Do The Right Thing"      | Nick Marck        | Diane Frolov i Andrew Schneider | 30. studenog 1992.    |
| Bivši član KGB-a posjećuje Cicely kako bi Mauriceu prodao svoj službeni ruski dosje. Sanitarni inspektor posjećuje Brick po prvi put u više od trideset godina. Maggie se zakune sama sebi da će živjeti svaki dan kao da joj je posljednji.                                                          |                           |                   |                                 |                       |
| 4-10 (48) | "Crime and Punishment"    | Rob Thompson      | Jeff Melvoin                    | 14. prosinca 1992.    |
| Chrisova prošlost konačno ga sustiže te biva uhićen i suđen zbog kršenja uvjetne kazne u Zapadnoj Virginiji mnogo godina prije. |                           |                   |                                 |                       |
| 4-11 (49) | "Survival of the Species" | Dean Parisot      | Denise Dobbs                    | 4. siječnja 1993.     |
| Ed postaje ekološki svjestan. Maggie u svojem dvorištu otkriva drevne indijanske relikvije. Chris se sprijatelji s mladim delikventom te ga podučava životu na cesti. |                           |                   |                                 |                       |
| 4-12 (50) | "Revelations"             | Daniel Attias     | Diane Frolov i Andrew Schneider | 11. siječnja 1993.    |
| Chris odlazi na odmor u samostan. Ruth-Anne isplaćuje Mauriceu ostatak iznosa kojim preuzima vlasništvo nad trgovinom. Joel se dosađuje u nedostatku pacijenata. |                           |                   |                                 |                       |
| 4-13 (51) | "Duets"                   | Win Phelps        | Geoffrey Neigher                | 18. siječnja 1993.    |
| Edov duhovni vodič ga odvodi njegovu prirodnom ocu. Maggie i Mike se poljube po prvi put. Putujući ugađač klavira posjećuje Brick kako bi ugodio stari pijanino. |                           |                   |                                 |                       |
| 4-14 (52) | "Grosse Pointe, 48230"    | Michael Katleman  | Mitchell Burgess i Robin Green  | 1. veljače 1993.      |
| Maggie podmiti Joela da je prati na rođendan njene bake u Grosse Pointeu. |                           |                   |                                 |                       |
| 4-15 (53) | "Learning Curve"          | Michael Vittes    | Jeff Vlaming                    | 8. veljače 1993.      |
| Na Joelovo nezadovoljstvo, Marilyn odlazi na nedopušteni odmor. Holling pokuša steći srednjoškolsku diplomu. Regionalna učiteljica provodi dva tjedna u Cicelyju i umalo postaje uzor za Maggie. |                           |                   |                                 |                       |
| 4-16 (54) | "Ill Wind"                | Rob Thompson      | Jeff Melvoin                    | 15. veljače 1993.     |
| Javlja se drastična napetost između Maggie i Joel te oni konačno 'to učine'. Maurice postaje nesretan nakon što mu Chris spasi život. Ed postaje zaintrigiran smrću. |                           |                   |                                 |                       |
| 4-17 (55) | "Love's Labour Mislaid"   | Joe Napolitano    | Jeff Melvoin                    | 22. veljače 1993.     |
| Maggie zaboravlja na seks s Joelom. Ed se suočava s dogovorenim brakom. Primijećena je rijetka ptica, a Holling i Ruth-Anne odlaze u šumu snimiti je. |                           |                   |                                 |                       |
| 4-18 (56) | "Northern Lights"         | Bill D'Elia       | Diane Frolov i Andrew Schneider | 1. ožujka 1993.       |
| Maurice se sprijatelji s prvim beskućnikom u Cicelyju. Joel stupa u štrajk nakon što mu biva odbijen godišnji odmor. Ruth-Anne, Chris i Holling izvode svoje razne zimske rituale. |                           |                   |                                 |                       |
| 4-19 (57) | "Family Feud"             | Adam Arkin        | David Assael                    | 8. ožujka 1993.       |
| Nakon što je izrezbaren totem za obitelj Whirlwind, budi se obiteljska svađa koja potječe iz 1934. te podijeli dvije indijanske obitelji u Cicelyju. |                           |                   |                                 |                       |
| 4-20 (58) | "Homesick"                | Nick Marck        | Jeff Vlaming                    | 15. ožujka 1993.      |
| Nakon što Mike dobije rezultate svojih pretraga koji pokazuju da je u potpunosti zdrav, osjeća kako je primoran napustiti Cicely, a Maggie ga podupre da nastavi svoju ekološku akciju. |                           |                   |                                 |                       |
| 4-21 (59) | "The Big Feast"           | Nick Marck        | Mitchell Burgess i Robin Green  | 22. ožujka 1993.      |
| Kako bi proslavio 25. godišnjicu Minnifield Communications, Maurice planira iznimno raskošnu zabavu. Adam i Eve vraćaju se u Cicely s djetetom. |                           |                   |                                 |                       |
| 4-22 (60) | "Kaddish for Uncle Manny" | Michael Lange     | Jeff Melvoin                    | 3. svibnja 1993.      |
| Nakon što umre Joelov stric, on otkriva da povezanost u teškim vremenima uvijek ne proizlazi iz zajedničke religije, nego iz osjećaja zajednice. |                           |                   |                                 |                       |
| 4-23 (61) | "Mud and Blood"           | Jim Charleston    | Diane Frolov i Andrew Schneider | 10. svibnja 1993.     |
| Po dolasku proljeća, Maggie i Holling pronalaze iskaz života u Shellynoj trudnoći. |                           |                   |                                 |                       |
| 4-24 (62) | "Sleeping With the Enemy" | Frank Prinzi      | Mitchell Burgess i Robin Green  | 17. svibnja 1993.     |
| Duk Won traži blagoslov svojih zaruka. Ed snima film na tlingitskom jeziku. Holling želi više seksa. |                           |                   |                                 |                       |
| 4-25 (63) | "Old Tree"                | Michael Fresco    | Diane Frolov i Robin Green      | 24. svibnja 1993.     |
| Kad se pokaže da staro drvo koje se smatra povijesnim znamenom umire, Joel kontaktira stručnjaka i daje svoju prognozu. Joel se ozlijedi svaki put kad Maggie pokuša biti ljubazna prema njemu. Shelly počne pjevati umjesto pričanja.                                                                |                           |                   |                                 |                       |

## Sezona 5 (1993. – 1994.)
| # | Naslov                              | Redatelj         | Scenarist(i)                    | Originalno emitiranje |
| --- | ----------------------------------- | ---------------- | ------------------------------- | --------------------- |
| 5-01 (64) | "Three Doctors"                     | Daniel Attias    | Diane Frolov i Andrew Schneider | 20. rujna 1993.       |
| Cijeli grad priskače u pomoć nakon što Joela pogađa "Ledenjačka groznica". Ed ostaje zbunjen nakon što dobije poziv da postane šaman. Na njeno veliko razočaranje, Shelly prestaje pjevati. |                                     |                  |                                 |                       |
| 5-02 (65) | "The Mystery of the Old Curio Shop" | Michael Fresco   | Rogers Turrentine               | 27. rujna 1993.       |
| Nakon što svijet podsjeti Mauricea na njegove godine, on se toliko uznemiri da ga pogađa srčani udar. Maggie ponovno proživljava dječje fantazije da je Nancy Drew, iznimna detektivka. Joel se uzbudi nakon pronalaska tragova jidiša u jeziku i povijesti Cicelyja.                                   |                                     |                  |                                 |                       |
| 5-03 (66) | "Jaws of Life"                      | Jim Charleston   | Mitchell Burgess i Robin Green  | 4. listopada 1993.    |
| Mauricea muči njegova voštana replika. Chris otkriva kako će možda živjeti dovoljno dugo da bi ga pristigle nepromišljenosti iz mladosti. U Cicely dolazi mobilna zubarska ordinacija. |                                     |                  |                                 |                       |
| 5-04 (67) | "Altered Egos"                      | John David Coles | Jeff Melvoin                    | 11. listopada 1993.   |
| Chrisa muči što Bernardova djevojka, koja je također Chrisova bivša ljubavnica, ne može njih dvojicu u krevetu. Joel je opsjednut mišlju da gubi svoj njujorški štih. Marilyn pronjuška po medicinskim dosjeima dr. Fleischmana kako bi izabrala zdravog čovjeka.                                       |                                     |                  |                                 |                       |
| 5-05 (68) | "A River Doesn't Run Through It"    | Nick Marck       | Jeff Melvoin                    | 25. listopada 1993.   |
| Maggie je kraljica maturalne zabave. Maurice nevoljko priznaje poslovni poraz. Ruth-Anne dolazi revizija. |                                     |                  |                                 |                       |
| 5-06 (69) | "Birds of a Feather"                | Mark Horowitz    | Mitchell Burgess i Robin Green  | 1. studenog 1993.     |
| Nakon što Joelovi roditelji doputuju u Cicely, sve završava preispitvanjem duša za sve troje. Holling šokira prisutne nakon što prizna kako mu je sport dosadan. |                                     |                  |                                 |                       |
| 5-07 (70) | "Rosebud"                           | Michael Fresco   | Barbara Hall                    | 8. studenog 1993.     |
| Maurice angažira Eda da organizira filmski festival u Cicelyju. Zajednica vrši pritisak na Joela da se pridruži dobrovoljačkom vatrogasnom društvu Cicelyja. |                                     |                  |                                 |                       |
| 5-08 (71) | "Heal Thyself"                      | Michael Katleman | Diane Frolov i Andrew Schneider | 15. studenog 1993.    |
| Eda progoni Zeleni čovjek. Holling šokira Shelly nakon što počne ometati predavanje o porođaju. Maggie propušta tjednu dozu tračeva u praonici rublja nakon što kupi vlastitu perilicu i sušilicu. |                                     |                  |                                 |                       |
| 5-09 (72) | "A Cup of Joe"                      | Michael Lange    | Mitchell Burgess i Robin Green  | 22. studenog 1993.    |
| Holling i Ruth-Anne otkrivaju kako su im se djedovi poznavali - i da je jedan pojeo drugoga. Chris pokušava postati ovlašteni pilot. Joel otkriva da je Marilyn prvorazredni tragač. |                                     |                  |                                 |                       |
| 5-10 (73) | "First Snow"                        | Daniel Attias    | Diane Frolov i Andrew Schneider | 13. prosinca 1993.    |
| Joel je traumatiziran prirodnom smrću starijeg pacijenta i prijatelja. Maurice je shrvan nakon što saznaje da Shelly laže da ga je ikad voljela. Maggie nakon zimskog uređenja kuće muči osjećaj da nešto nedostaje.                                                                                    |                                     |                  |                                 |                       |
| 5-11 (74) | "Baby Blues"                        | Jim Charleston   | Barbara Hall                    | 3. siječnja 1994.     |
| Shelly je nervozna zbog poroda. Ed otkriva bezobzirni šoubiznis. Maggie i Joel ne vole djecu. |                                     |                  |                                 |                       |
| 5-12 (75) | "Mr. Sandman"                       | Michael Fresco   | David Chase i Diane Frolov      | 10. siječnja 1994.    |
| Nakon pojave polarne svjetlosti, svi u Cicelyju zamjenjuju snove. Holling razvija ozbiljnu psihosomatsku odbojnost prema hrani. Maurice se bavi svojim fetišom za žensku obuću. |                                     |                  |                                 |                       |
| 5-13 (76) | "Mite Makes Right"                  | Michael Vittes   | Diane Frolov i Andrew Schneider | 17. siječnja 1994.    |
| Maggie postaje opsjednuta česticama prašine. Maurice dobiva više nego što je isposlovao nakon što je uložio u rijetku violinu. Chrisa pri izradi skulpture muči umjetnička blokada. |                                     |                  |                                 |                       |
| 5-14 (77) | "A Bolt From the Blue"              | Michael Lange    | Jeff Melvoin                    | 24. siječnja 1994.    |
| Maurice i Adam posvađaju se oko angažirane pomoći za izložbu pirotehnike. Joel savjetuje pacijenta u vezi umjetnosti konverzacije. Eda pogađa grom. |                                     |                  |                                 |                       |
| 5-15 (78) | "Hello, I Love You"                 | Michael Fresco   | Mitchell Burgess i Robin Green  | 31. siječnja 1994.    |
| Shelly konačno rađa. Ruth-Anne i Walt se nasuču nasred ceste i tu provedu noć. Maggie i Joel počinju se manje natjecati. |                                     |                  |                                 |                       |
| 5-16 (79) | "Northern Hospitality"              | Oz Scott         | Barbara Hall                    | 28. veljače 1994.     |
| Maggie nauči Joela lekciju o društvenom etiketiranju. Chris ostaje potresen nakon što ga jedan slušatelj KBHR-a okrivi u suicidalnoj poruci. Shelly odvodi Randi u Kanadu kako bi vidjela svoje korijene.                                                                                               |                                     |                  |                                 |                       |
| 5-17 (80) | "Una Volta in L'Inverno"            | Michael Vittes   | Jeff Melvoin                    | 7. ožujka 1994.       |
| Joel i Maggie prisiljeni su pronaći utočište u zrakoplovnoj kolibi tijekom snježne oluje. Ruth-Anne uči taljanski sa Shelly koja se pokazuje kao prirodni talent. Walt postaje ovisan o specijalnom svjetlosnom viziru koji služi kao pomoć za depresiju izazvanu kratkim danima u sjevernim krajevima. |                                     |                  |                                 |                       |
| 5-18 (81) | "Fish Story"                        | Bill D'Elia      | Jeff Melvoin                    | 14. ožujka 1994.      |
| Nakon što se Maggie ponudi da spremi večeru za Pashu, Joel proživljava iskustvo s drugog svijeta. Ruth-Anne napušta trgovinu i zamijeni je otvorenom cestom. Holling se bavi slikanjem prema slovima.                                                                                                   |                                     |                  |                                 |                       |
| 5-19 (82) | "The Gift of the Maggie"            | Patrick McKee    | Mitchell Burgess i Robin Green  | 28. ožujka 1994.      |
| Maurice uči o prijateljskom kompromisu. Joel je depresivan jer se nema s kim upustiti u intelektualni razgovor. Chris od dobrohotnog jelena nauči životnu lekciju. |                                     |                  |                                 |                       |
| 5-20 (83) | "A Wing and a Prayer"               | Lorraine Senna   | Mitchell Burgess i Robin Green  | 11. travnja 1994.     |
| Ed raširi trač o Ruth-Anneinu ljubavnom životu. Maggie gradi kućni model aviona. Holling i Shelly krste Randi. |                                     |                  |                                 |                       |
| 5-21 (84) | "I Feel the Earth Move"             | Michael Fresco   | Jed Seidel                      | 2. svibnja 1994.      |
| Ron i Erick nakon osam godina sklapaju zakonski odnos. Maggie pati od ozbiljne mučnine za koju misli kako ju je prouzrokovao Joel. |                                     |                  |                                 |                       |
| 5-22 (85) | "Gran Prix"                         | Michael Lange    | Barbara Hall                    | 9. svibnja 1994.      |
| Maurice dovodi utrke u kolicima u Cicely. Ed se bori sa Samopoštovanjem (Ben Reed) kako bi pomogao pacijentu. Ted (Tim Sampson) shvaća usamljenost bogatstva. |                                     |                  |                                 |                       |
| 5-23 (86) | "Blood Ties"                        | Tom Moore        | Mitchell Burgess i Robin Green  | 16. svibnja 1994.     |
| Maggien prijatelj iz djetinjstva iz Grosse Pointea stiže u Cicely. Joel izgubi svoje povjerenje tijekom godišnjeg davanja krvi. Ed misli da je konačno pronašao majku. |                                     |                  |                                 |                       |
| 5-24 (87) | "Lovers and Madmen"                 | James Hayman     | Jeff Melvoin                    | 23. svibnja 1994.     |
| Joel otkriva savršeno očuvanog mamuta. Maurice otima koncertnog violinista iz umobolnice radi privatnog nastupa. Chris proživljava ružno prizemljenje nakon što u Cicely dođe njegova srednjoškolska simpatija.                                                                                         |                                     |                  |                                 |                       |

## Sezona 6 (1994. – 1995.)
| # | Naslov                        | Redatelj       | Scenarist(i)                    | Originalno emitiranje |
| --- | ----------------------------- | -------------- | ------------------------------- | --------------------- |
| 6-01 (88) | "Dinner at Seven-Thirty"      | Michael Fresco | Diane Frolov i Andrew Schneider | 19. rujna 1994.       |
| Nakon što je slučajno popio jedan od Edovih ljekovitih napitaka, Joel proživljava alternativnu stvarnost na Manhattanu. Nakon što je vidio kakav bi mu život bio da je liječnik oženjen uspješnijom odvjetnicom (Cynthia Geary/Shelly Tambo), Joel zaključuje kako život u Cicelyju i nije tako loš. |                               |                |                                 |                       |
| 6-02 (89) | "Eye of the Beholder"         | Jim Charleston | Mitchell Burgess i Robin Green  | 26. rujna 1994.       |
| Ed otkriva prijevaru osiguranja koja uključuje Haydena Keyesa, dok se Maggie predomišlja bi li donirala obiteljsku baštinu za dobrotvornu aukciju. |                               |                |                                 |                       |
| 6-03 (90) | "Shofar, So Good"             | James Hayman   | Jeff Melvoin                    | 3. listopada 1994.    |
| Na Yom Kippur, Joel proživljava iskustvo iz Božićne priče i izvlači pouke. Ed pomaže Hollingu da si oprosti jer nije bio uz svoju prvu kćer. Maurice održava godišnji lov na lisice, nadajući se da će impresionirati atraktivnu englesku aristokratkinju. |                               |                |                                 |                       |
| 6-04 (91) | "The Letter"                  | Jim Charleston | Meredith Stiehm                 | 10. listopada 1994.   |
| Nakon što pročita staro pismo koje je sama sebi napisala s 15 godina, Maggie počne preispitivati svoj život. Po otkriću ožiljka na glavi za koji sumnja da je kvržica koja upućuje na rak, Joel se upušta u razuzdanu avanturu. Shelly shvaća da joj sudbina nije određena lančanim pismom. U Cicely dolazi novi brijač koji se odnosi neprijateljski prema Chrisu. |                               |                |                                 |                       |
| 6-05 (92) | "The Robe"                    | Lorraine Senna | Sam Egan                        | 17. listopada 1994.   |
| Joel uživa u prilici suradnje na medicinskoj studiji s Medicinskim fakultetom Johns Hopkins (još uvijek se osjećajući prevarenim nakon što su ga odbili godinama ranije), ali Ed sve uništi. Shelly u napast dovodi ponuda Vraga (u obliku prodavača toplica) da ispuni sve najluđe želje. Chris koristi trbuhozboračku lutku kako bi iznio otvorena mišljenja koja su u suprotnosti s njegovim promišljenijim odgovorima te postaje ljut kad ljudi počnu preferirati lutku umjesto njega. |                               |                |                                 |                       |
| 6-06 (93) | "Zarya"                       | Jim Charleston | Diane Frolov i Andrew Schneider | 31. listopada 1994.   |
| Kako bi izliječio bol u Marilyninu koljenu, Ed počne pripovijedati staru priču o tajnim pregovorima između princeze Anastazije Nikolajeve (Tushka Bergen) i Vladimira Lenjina (Christopher Neame) u Cicelyju. |                               |                |                                 |                       |
| 6-07 (94) | "Full Upright Position"       | Oz Scott       | Mitchell Burgess i Robin Green  | 7. studenog 1994.     |
| Joel i Maggie spremaju se na tjedan dana u Rusiji. Maurice pokušava oblikovati svog mladog rođaka u prikladnog baštinika. Chris pokušava prodrijeti u tajne elektriciteta. |                               |                |                                 |                       |
| 6-08 (95) | "Up River"                    | Michael Fresco | Diane Frolov i Andrew Schneider | 14. studenog 1994.    |
| Nakon uzvodnog veslanja radi vizite, Joel se smješta u indijansko selo. Chris pokušava preurediti svoju prikolicu i pritom nauči životnu lekciju. Ruth-Anne se muči s osjećajima koji joj govore da je se snažno zaljubila u Walta. |                               |                |                                 |                       |
| 6-09 (96) | "Sons of the Tundra"          | Michael Vittes | Jeff Melvoin                    | 28. studenog 1994.    |
| Cicely dočekuje novog liječnika i njegovu ženu, Phila i Michelle Capru. Holling se očajno želi pridružiti prestižnom muškom klubu Sinovi tundre. Nakon što je pojeo čarobnu pastrvu, Ed ugleda budućnost. |                               |                |                                 |                       |
| 6-10 (97) | "Realpolitik"                 | Victor Lobl    | Sam Egan                        | 15. prosinca 1994.    |
| Maggie je izabrana za gradonaćelnicu Cicelyja, a Chris čudno reagira na nove okolnosti. Phil igra metafizičku partiju golfa s Joelom. Marilynin pokušaj uzgajanja pasa pokazuje se kao promašaj. |                               |                |                                 |                       |
| 6-11 (98) | "The Great Mushroom"          | James Hayman   | Diane Frolov i Andrew Schneider | 4. siječnja 1995.     |
| Maggie se javljaju vizije Joelove smrti (kao one njezinih poginulih dečki) te odlazi u Manonash na njegov rođendan kako bi mu spasila život. Obitelj Capra dobiva neželjene goste. Ed otkriva i zatim izgubi lijek za osip. |                               |                |                                 |                       |
| 6-12 (99) | "Mi Casa, Su Casa"            | Daniel Attias  | Mitchell Burgess i Robin Green  | 11. siječnja 1995.    |
| Marilyn putuje u Manonash i ondje dovede u pitanje Joelovu koncepciju njega samog. Maurice ostavlja Edu kuću na čuvanje dok on odlazi u lov. Shelly i Holling traže svoj prvi dom. |                               |                |                                 |                       |
| 6-13 (100) | "Horns"                       | Michael Fresco | Jeff Melvoin                    | 18. siječnja 1995.    |
| Mauriceov najnoviji proizvod, flaširana Sislijska voda, izaziva neobične efekte promjene spolnih uloga. Joel saznaje da je slobodan od svojeg ugovora i da može napustiti Aljasku. Bjegunac iz umobolnice i violinist Cal Ingraham pada u depresiju zbog nedostatka publike. |                               |                |                                 |                       |
| 6-14 (101) | "The Mommy's Curse"           | Michael Lange  | Mitchell Burgess i Robin Green  | 1. veljače 1995.      |
| Walt pokuša raditi za Ruth-Anne i na kraju se useli k njoj. Nakon što umre dečko njene majke, Maggie postaje uvjerena kako postoji obiteljsko prokletstvo. Hollingovo novo prijateljstvo s Philom izaziva Mauriceovu ljubomoru. |                               |                |                                 |                       |
| 6-15 (102) | "The Quest"                   | Michael Vittes | Diane Frolov i Andrew Schneider | 8. veljače 1995.      |
| Joel i Maggie odlaze u potragu za mitološkim Dijamantnim gradom Sjevera. Chris tuži dr. Capru za nesavjesno liječenje, Michelle dobiva zadatak da napiše recenziju hrane u Bricku. |                               |                |                                 |                       |
| 6-16 (103) | "Lucky People"                | Janet Greek    | Diane Frolov i Andrew Schneider | 15. veljače 1995.     |
| Phil i Michelle na svoj užas shvaćaju kako su završili u mjestu koje ne mogu podnijeti. Maggie i Chris popravljaju Roslynin i Cicelyn Model T za paradu Dana osnivačica. Maurice kupuje raskošan dar za Hollingovu i Shellynu kćer Mirandu. |                               |                |                                 |                       |
| 6-17 (104) | "The Graduate"                | James Hayman   | Sam Egan                        | 8. ožujka 1995.       |
| Maggie shvaća surovu stvarnost vođenja posla. Chris dobiva magisterij iz komparativne književnosti. Otkriva se Hollingova mračna tajna (25 je godina slao novac za pomoć Patricku Dulacu i njegovoj majci). |                               |                |                                 |                       |
| 6-18 (105) | "Little Italy"                | Stephen Cragg  | Jeff Melvoin                    | 15. ožujka 1995.      |
| Phil otkriva da Cicely ima talijansku četvrt te se nađe usred razmirice između dvije obitelji. Maggie igra ulogu bračne savjetnice za Hollinga i Shelly. Ruth-Anne intervjuiraju za emsisiju All Things Considered National Public Radia. |                               |                |                                 |                       |
| 6-19 (106) | "Balls"                       | Scott Paulin   | Jeff Melvoin                    | 4. lipnja 1995.       |
| Phil i Michelle imaju bračnih problema. Cicely ima kuglačku momčad. Lester Haines ponudi da će financirati Edov film ako Ed prekine s Heather. |                               |                |                                 |                       |
| 6-20 (107) | "Bus Stop"                    | Daniel Attias  | Mitchell Burgess i Robin Green  | 24. lipnja 1995.      |
| Michelle režira mještane u produkciji Autobusne postaje i umalo doživljava živčani slom. |                               |                |                                 |                       |
| 6-21 (108) | "Ursa Minor"                  | Patrick McKee  | Sam Egan                        | 12. srpnja 1995.      |
| Ed postaje surogat roditelj mladunčetu medvjeda. Chris koristi jasne snove kako bi istražio svoju ljubav za Maggie. Maurice je zabrinut jer se populacija smanjuje. |                               |                |                                 |                       |
| 6-22 (109) | "Let's Dance"                 | Michael Vittes | Sam Egan                        | 19. srpnja 1995.      |
| Dok policajka Semanski i Maurice odvode Cala natrag u bolnicu, Barbara počne sažalijevati Cala. Marilyn podučava kotiljon. Philove manire nisu dobre pa počne pohađati tečaj kotiljona. |                               |                |                                 |                       |
| 6-23 (110) | "Tranquility Base (Our Town)" | Michael Fresco | Mitchell Burgess i Robin Green  | 26. srpnja 1995.      |
| Parovi iz Cicelyja okupljaju se u Mauriceovu ljetnikovcu, "Tranquility Base". |                               |                |                                 |                       |

## Vanjske poveznice
- Život na sjeveru u internetskoj bazi filmova IMDb-a
- DVD izdanja  Arhivirana inačica izvorne stranice od 15. svibnja 2008. (Wayback Machine) na stranicama Universal Studiosa